# Alain Guyader
Pour les articles homonymes, voir Guyader.
Ne doit pas être confondu avec Alain Le Guyader.
Alain Guyader, né le 22 juin 1954 à Saint-Servais (Côtes-du-Nord), est un footballeur français.
Surnommé La rouille,,,, il est formé et réalise toute sa carrière à En avant Guingamp. Avec un total de 252 participations en Division 2, il fait partie des 10 footballeurs ayant joué le plus de matches dans le cadre de championnats professionnels pour l'En avant Guingamp.

## Biographie

### Débuts
Né à Saint-Servais, petit village breton de Haute-Cornouaille, Alain Guyader rejoint les minimes d'En Avant Guigamp à l'âge de 12 ans.

### Parcours à En-Avant
Milieu de terrain de formation, Alain Guyader évoluera par la suite en défense.

### Parcours en sélection
En 1983, Alain Guyader participe aux Jeux Méditerranéens dans le cadre de la sélection de l'équipe de France amateurs, après une tournée de préparation en Haute-Volta, au Togo et au Niger.

### Entraînement
Alain Guyader a également entraîné l'équipe des minimes d'En Avant au début des années 1990.